# 丘溫縣
丘溫縣，是明代交阯承宣布政使司諒山府下轄的一個縣，後陷入安南，治所約在今越南溫州縣。

## 沿革
- 舊屬廣西思明州，安南陳氏乘元末之亂侵佔[2][3]。
- 永樂五年六月癸未朔（1407年7月5日），隸諒山府[4]。
- 永樂七年正月二十一甲子（1409年2月5日），設丘溫縣之丘溫倉、丘溫驛[5]。
- 永樂九年四月十三日（1411年5月5日），改丘溫縣之丘溫倉隸本府[6]。
- 永樂十三年八月二十三日（1415年9月25日），併如敖縣入丘溫縣[7]。
- 永樂十七年三月十九日癸亥（1419年4月13日），設丘溫縣儒學[8]。